# Das Wiesel im Kornspeicher

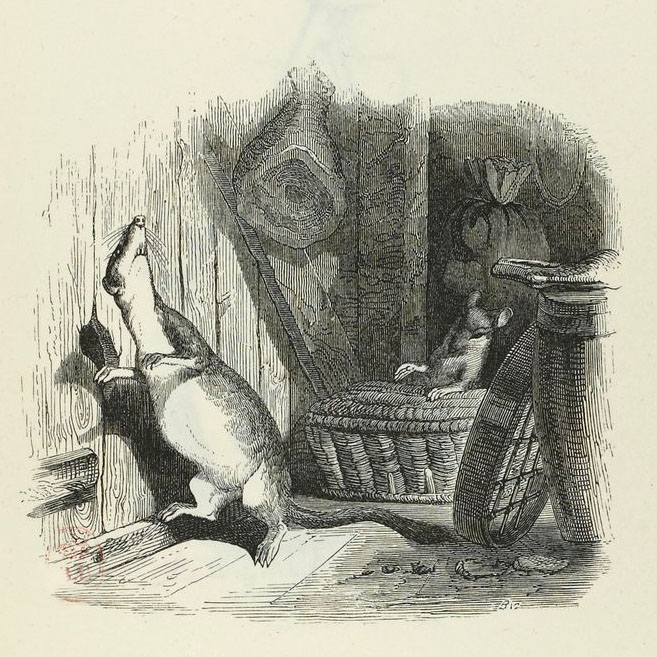
La Belette entrée dans un grenier

Das Wiesel im Kornspeicher (französisch La Belette entrée dans un grenier) ist die 17. Fabel im dritten Buch der Fabelsammlung des französischen Dichters Jean de La Fontaine. Die Fabel erzählt von einem Wieselweibchen, das nach einer Krankheit schlank und zart geworden war. Es schlüpft durch ein Loch in einen gut gefüllten Kornspeicher und frisst acht Tage lang so viel es kann nur vom Feinsten, bis es dann eines Tages vor einem Geräusch erschrickt. Es möchte fliehen, ist zwischenzeitlich jedoch zu fett geworden, um sich wieder durch das enge Loch hinauszuquetschen. Erst glaubt es, aus Versehen an einem falschen Loch zu sein und erst vor fünf, höchstens sechs Tagen hereingekommen zu sein.
Die Moral der Fabel wird von einer Ratte überbracht, die das Schauspiel beobachtet und zum Wiesel sagt:
Damals war dein Wanst auch nicht so voll wie heute.

Wer mager kam, der geh’ auch mager!

Der Bescheid ward manchem Andern schon gegeben, sollt’ ich meinen.

Allein vermengen wir, aus purer Gründlichkeit, nicht ihre Lage mit der deinen.
Der Text der Fabel wurde von Nikolaus Schapfl im Jahr 2022 vertont.
Wie auch in der Fabel von den beiden Ziegen, stellt La Fontaine eine glaubwürdige Szene aus dem Tierreich dar, vergleicht aber in einer Reihe flüchtiger Anspielungen das Wiesel mit einer Dame, wodurch der Leser die menschliche Anwendung auf die Moral wahrnimmt.